# Öcsöd
Öcsöd is een plaats (nagyközség) en gemeente in het Hongaarse comitaat Jász-Nagykun-Szolnok.
Öcsöd telt 3546 inwoners (2007).

## Geografische ligging
Öcsöd ligt op ongeveer 15 kilometer ten noordwesten van Nationaal Park Körös-Maros Nimzetti. Door middel van een kanaal is het via het water verbonden met de meer noordelijk gelegen rivier de Körös. Er zijn geen hotels en weinig restaurants. 
Het Atilla Jósefz's herdenkingshuis is hier gevestigd omdat deze dichter in zijn jeugd een half jaar hier verbleef met zijn adoptieouders. 

## Herdenkingshuis & geschiedeniscollectie
De Hongaarse dichter Attila József woonde in zijn jeugd korte tijd bij adoptieouders in Öcsöd. In zijn oude school en de daaraan vastgebouwde lerarenkamers is het József Attila Herdenkingshuis en de Lokale Geschiedeniscollectie gehuisvest. De herdenkingskamer, in een van de kamers van de lerarenwoning, concentreert zich vooral op de jaren die de dichter hier doorbracht.
In twee ruimtes is een tentoonstelling te zien over de natuurlijke rijkdommen van de Körös-vallei. In het voormalige klaslokaal zijn onder andere werktuigen voor de lokale landbouw en veeteelt te vinden. Er zijn gebruiksvoorwerpen uit de keuken, voor het bakken van brood, het doen van de was. Ook is er een selectie uit de nalatenschap van lokale sociale kringen en verenigingen.
- Library of Congress Control Number: n88128305
- Nationale Bibliotheek van Israël: 987007567345605171
- Virtual International Authority File: 132630831